# Parque de Berlín
El parque de Berlín es un parque urbano de la ciudad de Madrid que se encuentra en el barrio de Ciudad Jardín, distrito de Chamartín. Con una extensión de 4,92 ha, delimita con las calles de San Ernesto, Marcenado, la avenida Ramón y Cajal, y con Doctor Marco Corera (callejón sin salida paralelo a Príncipe de Vergara).

## Inauguración
A la apertura del parque en 1967 fue invitado el entonces ministro de Asuntos Exteriores de la República Federal de Alemania, Willy Brandt, alcalde de Berlín durante la construcción del parque, que finalmente no acudió. En su representación lo hizo el embajador alemán, Helmut Allard, acompañado por una comitiva de vicealcaldes de los distritos berlineses y de miembros de la colonia alemana en Madrid. La inauguración, a cargo del alcalde de Madrid Carlos Arias Navarro, tuvo lugar el día 9 de noviembre de 1967.

## Características
| Senda botánica de especies vegetales en el parque de Berlín: 1. Ailanto, 2. Plátano de sombra (falta), 3. Granado, 4. Lavanda y Romero, 5. Taray y Retama, 6. Olivo, 7. Espirea, 8. Secuoya, 9. Pino piñonero, 10. Ciprés de Monterey, 11. Ciruelo rojo, 12. Mimosa, 13. Mahonia, 14. Liquidámbar, 15. Cornejo, 16. Acebo, 17. Abeto, 18. Arizónica, 19. Limpiatubos, 20. Álamo, 21. Abelia, 22. Magnolia, 23. Tuya, 24. Durillo, 25. Castaño de Indias, 26. Plumero, 27. Sauce llorón, 28. Cedro del Atlas, 29. Junípero, 30. Alerce europeo, 31. Acanto |

Mapa del parque

El parque incluye una escultura de un oso, símbolo de la ciudad de Berlín, un monumento a Beethoven representando su cabeza sobre una escultura de un piano realizada en granito de Quintana de la Serena, un busto en recuerdo de Álvaro Iglesias Sánchez, una fuente con restos del Muro de Berlín, así como un pequeño auditorio.
La fuente principal, situada frente a la iglesia de Nuestra Señora de Guadalupe, en la zona más baja del parque, está dedicada al derribo del Muro de Berlín, del cual hay tres piezas en el interior de la fuente, instaladas en 1990 como refleja la placa del 9 de noviembre de 1990. Las pintadas originales de esas piezas del Muro de Berlín sobreviven gracias a un recubrimiento especial transparente «para evitar pintadas y su deterioro por las inclemencias atmosféricas» y fueron adquiridas por 9 millones de pesetas de la época. En su día se informó que un empleado municipal había intentado limpiar aquellas «guarrerías» antes de que tuviera lugar la inauguración por parte del entonces alcalde de Madrid José María Álvarez del Manzano, pero se trata de una leyenda urbana.
La zona más alta del parque, llana, incluye un pequeño auditorio al aire libre en la zona más cercana a Príncipe de Vergara y una zona polideportiva con canchas mixtas de baloncesto / balonmano / futbito. Durante las fiestas del barrio y del distrito se realizan en el auditorio actuaciones de grupos musicales, mientras que la zona polideportiva es ocupada por casetas y atracciones de feriantes. El auditorio es también usado por la orquesta patrocinada por el Mercado de Chamartín para dar conciertos al aire libre.
A pocos pasos del auditorio se encuentra una zona infantil situada en lo alto de un terreno un poco elevado. La fuente de agua situada allí debió ser clausurada por ser usada para jugar a las presas, lo que causaba continuos atascos en el sumidero.
Los servicios de mantenimiento del parque se alojan en el interior de una cuneta en una colina artificial, cuyas puertas dan a la calle Marcenado.
Las dos fuentes han contado en diferentes ocasiones con una pequeña población piscícola, que por desgracia siempre ha sido exterminada por vandalismo (ya que el parque no cuenta con vigilantes por las noches). Debido a su amplitud, el parque es muy usado para paseo de mascotas.
En 1984 el cantautor asturiano Víctor Manuel, vecino del barrio de la Prosperidad, anejo al parque, publicó una canción dedicada al lugar con el nombre de parque Berlín.

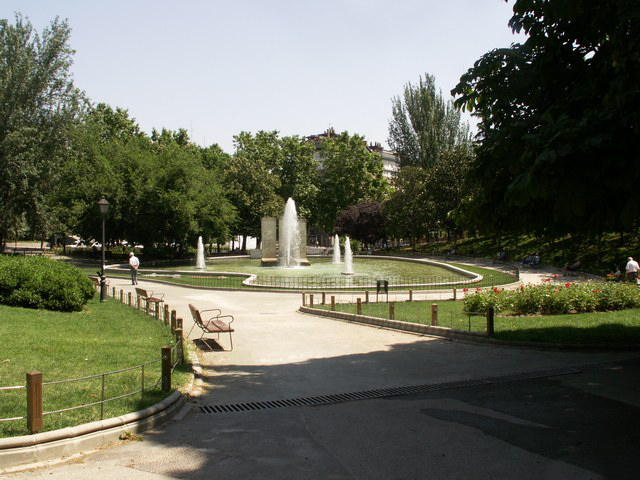
Fuente principal
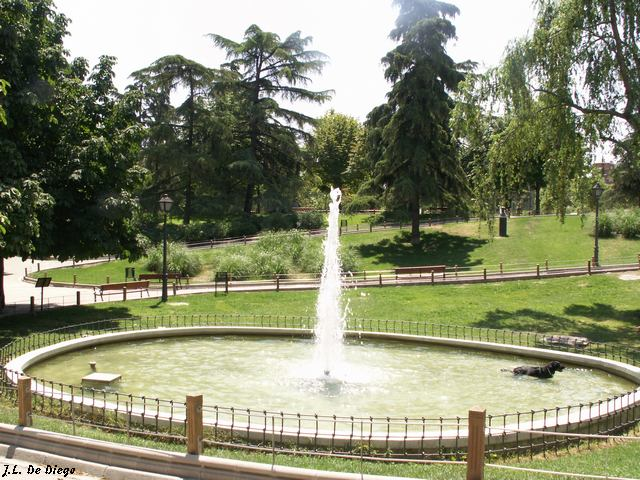
Fuente
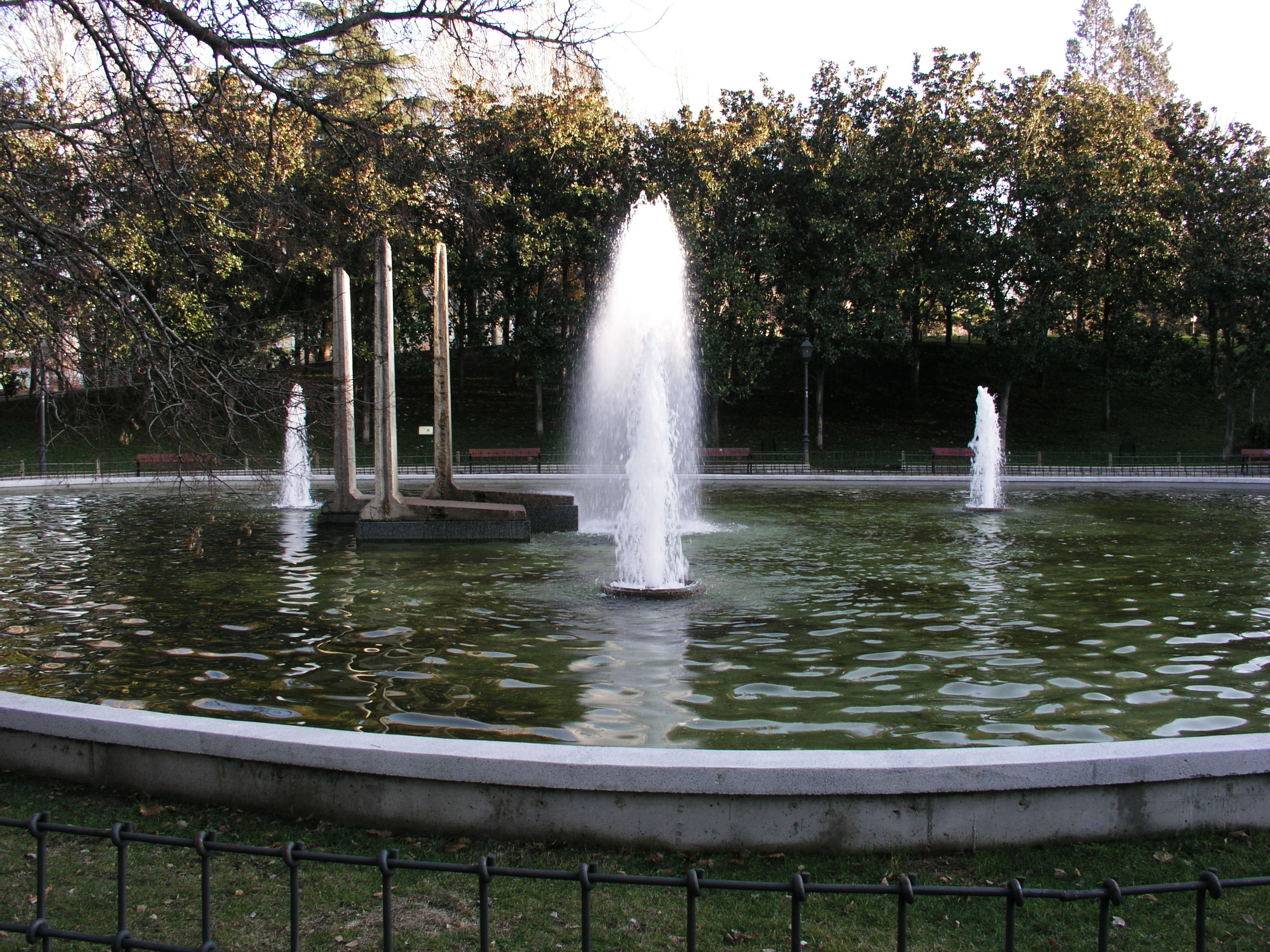
Fuente
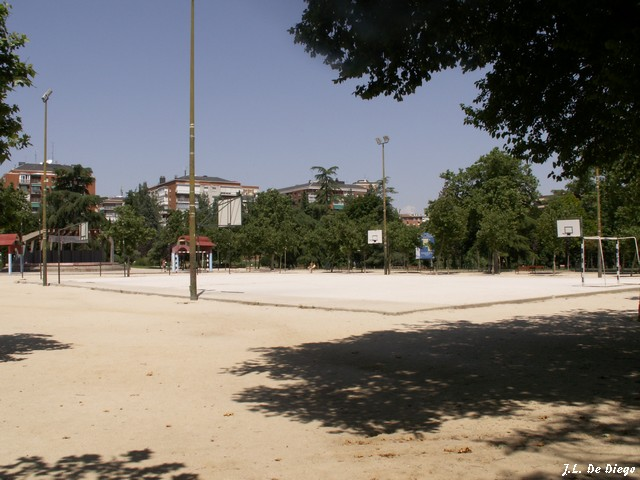
Instalaciones deportivas
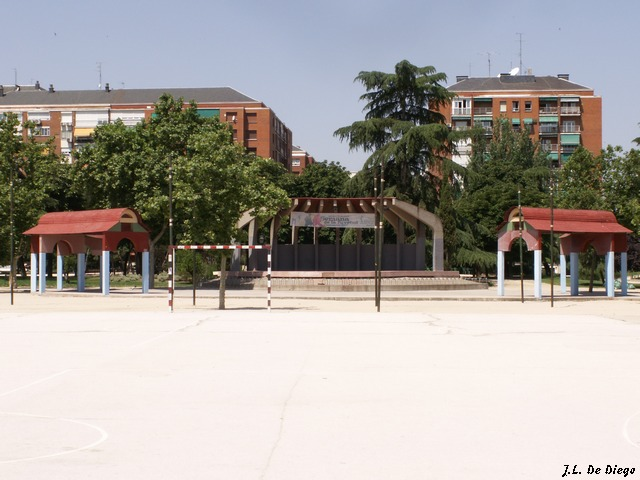
Auditorio
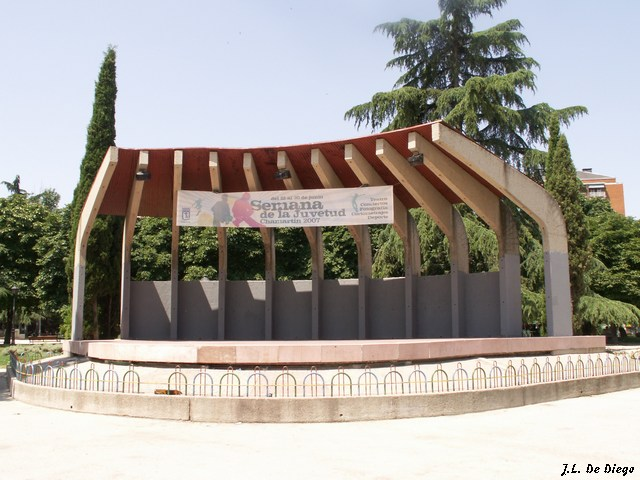
Auditorio
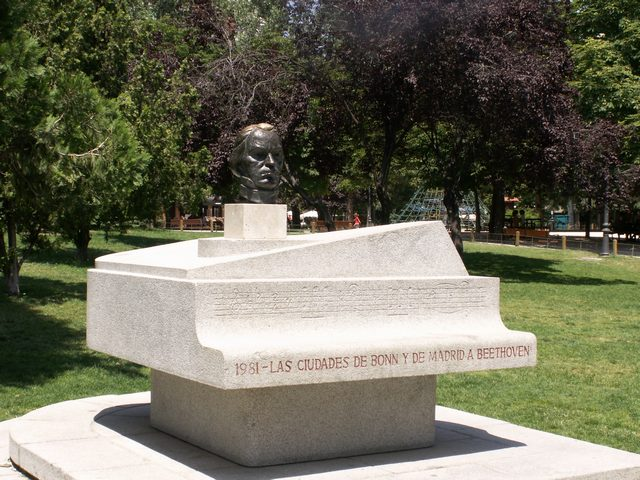
Monumento a Beethoven
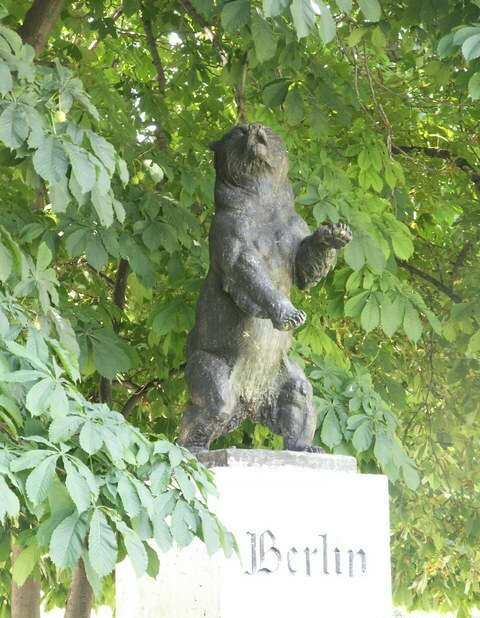
Oso de Berlín